# 一龍斎貞寿
一龍斎 貞寿（いちりゅうさい ていじゅ）は、講談の名跡。
- 一龍斎貞壽 - 三代目錦城斎典山門下
- 一龍斎貞壽 - 後∶山野一郎
- 一龍斎貞寿 - 本項にて記述

一龍斎 貞寿（いちりゅうさい ていじゅ、1973年2月25日 - ）は、講談協会に所属する講談師。本名∶滝口 広子。出囃子は『片シャギリ』、紋は『片喰』。

## 経歴
産能短期大学卒業。
2003年、一龍斎貞心に入門。「貞寿」を名乗る。同年10月より前座となる。
2008年10月、二ツ目昇進。
2017年4月、真打昇進。

## 芸歴
- 2003年
  - 一龍斎貞心に入門、「貞寿」を名乗る[1][2]。
  - 10月 - 前座となる[1][2]。
- 2008年10月 - 二ツ目昇進[1][2]。
- 2017年4月 - 真打昇進[1][2]。